# Kopernik
Kopernik é um filme de drama biográfico teuto-polonês de 1973 dirigido por Ewa Petelska e Czesław Petelski. 

Foi selecionado como representante da Polônia à edição do Oscar 1974, organizada pela Academia de Artes e Ciências Cinematográficas.

## Elenco
- Andrzej Kopiczyński - Mikołaj Kopernik
- Barbara Wrzesińska - Anna Schilling
- Czesław Wołłejko - Lukasz Watzenrode
- Andrzej Antkowiak - Andrzej Kopernik